# Norwegian Air Sweden
Norwegian Air Sweden este compania aeriană națională a Suedia, parte a grupului Norwegian. Creat pe 20 noiembrie 2018, operează Boeing 737 MAX 8 cu servicii regulate de la Aeroportul Stockholm-Arlanda. Toate aeronavele sunt înregistrate în Suedia.